# Erik Andriesse
Erik Andriesse (Bussum, 17 juni 1957 – Amsterdam, 23 maart 1993) was een Nederlandse kunstschilder.
Hij behoorde tot de Nederlandse stroming van de Nieuwe Wilden. In 1988 won hij de eerste prijs grafiek van de Prix de Rome.

## Werk
In het begin van zijn carrière werd Andriesse beschouwd als een wonderkind, op zijn vijftiende had hij al zijn eerste expositie.
Andriesse had in zijn werk een grote voorkeur voor eeuwige thema's als groei en afsterven. In zijn werk herhaalde hij vaak dezelfde motieven, waarmee het leek alsof hij zijn best deed om deze te doorgronden. Zijn belangrijkste thema's waren bloemen, schedels en skeletten. Zo schilderde hij bijvoorbeeld veel zonnebloemen, waarmee hij ook in 1988 in het Van Gogh Museum exposeerde. Opvallend was dat hij zich niet veel leek aan te trekken van de kunstgeschiedenis en/of de eisen van de hedendaagse kunst. Hij werd omschreven als een eenling, koket, zwaarmoedig en virtuoos.
In de periode voor zijn overlijden begon Andriesse ook met het experimenteren met keramiek. 

## Overlijden
Op 23 maart 1993 stierf Andriesse aan een natuurlijke dood op 35-jarige leeftijd. Hij werd dood aangetroffen in zijn woning in Amsterdam en is uiteindelijk op begraafplaats Zorgvlied aldaar begraven.

## Tentoonstellingen
- 2015 Erik Andriesse: de onbekende keramiek, Stedelijk Museum Den Bosch[3]
- 2003 Erik Andriesse, Gemeentemuseum Den Haag[4]
- 2003 Erik Andriesse, De Pont[5]